# إسحاق توريه
إسحاق توريه (بالفرنسية: Isaak Touré) هو لاعب كرة قدم فرنسي في مركز الدفاع، ولد في 28 مارس 2003 في جونيس في فرنسا.

## وصلات خارجية
- إسحاق توريه على موقع الاتحاد الأوربي (الإنجليزية)
- إسحاق توريه على موقع قاعدة بيانات كرة القدم.إي يو (الإنجليزية)
- إسحاق توريه على موقع ليكيب (الفرنسية)
- إسحاق توريه على موقع Soccerbase.com (لاعب) (الإنجليزية)
- إسحاق توريه على موقع Soccerway.com (الإنجليزية)
- إسحاق توريه على موقع عالم كرة القدم.نت (الإنجليزية)